# Helmuth Groscurth
Helmuth Groscurth (ur. 16 grudnia 1898 w Lüdenscheid, zm. 7 kwietnia 1943 w obozie jenieckim we Frołowie) – oficer niemiecki, ostatecznie w stopniu pułkownika (niem. Oberst), kierownik Wydziału II niemieckiego wywiadu i kontrwywiadu wojskowego Abwehry (niem. Abwehr) (1935–1938), oddelegowany do Naczelnego Dowództwa Wojsk Lądowych (niem. Oberkommando des Heeres, OKH) (1939–1940), od 1942 szef sztabu XI korpusu armijnego w składzie 6 Armii w letniej ofensywie Wehrmachtu zakończonej bitwą stalingradzką, okrążeniem i kapitulacją 6 Armii przed Armią Czerwoną.
Zaufany współpracownik admirała Wilhelma Canarisa, członek antynazistowskiego ruchu oporu, aktywnie zaangażowany w jego działalność, m.in. w przygotowania zamachu stanu w 1938. W 1939 wraz z Hasso von Etzdorfem i Erichem Kordtem wezwał dowódców wojskowych do przewrotu w odezwie Das drohende Unheil, przekazanej szefowi OKH Franzowi Halderowi.
W 1940 przeniesiony na front, walczył w kampanii francuskiej a następnie na froncie wschodnim. W 1941 bezskutecznie interweniował w dowództwie 6 Armii Wehrmachtu (wobec feldmarszałka Waltera von Reichenau) w sprawie powstrzymania planowanego przez Einsatzgruppe C (SS) zabójstwa dziewięćdziesięciorga dzieci żydowskich w Białej Cerkwi na Ukrainie. W lutym 1943 został wzięty po kapitulacji 6 Armii pod Stalingradem do niewoli sowieckiej, gdzie zmarł na tyfus plamisty.
Po wojnie wydano odnalezione w latach 60. dzienniki Groscurtha, zawierające opisy działalności opozycji antyhitlerowskiej w kręgach Abwehry i Wehrmachtu, m.in. informacje na temat zamachu na Adolfa Hitlera planowanego we wrześniu 1938.

## Życiorys

### Naczelne Dowództwo Wojsk Lądowych (niem.Oberkommando des Heeres, OKH)
Groscurth brał udział w I wojnie światowej od 1916, po czym został wcielony do Reichswehry. 1 kwietnia 1926 roku awansowany na stopień porucznika (niem. Oberleutnant). Służył w 6. Pułku Piechoty. W latach 1935–38 kierował II wydziałem Abwehry (w 1939 zastąpił go Erwin Lahousen) a od sierpnia 1939 pracował jako oficer łącznikowy wydziału zagranicznego Abwehry w Naczelnym Dowództwie Wojsk Lądowych (niem. Oberkommando des Heeres, OKH), przeniesionym na południe do Berlina do Zossen.
Obok Hansa Ostera i Hansa von Dohnanyi był zaufanym współpracownikiem szefa Abwehry Wilhelma Canarisa. Był aktywnym członkiem antynazistowskiego ruchu oporu – pośredniczył pomiędzy kręgiem konspiratorów w Abwehrze, w ministerstwie spraw zagranicznych a grupą przeciwników Adolfa Hitlera w OKH. Po dymisji Ludwiga Becka w sierpniu 1938, nowym szefem OKH został Franz Halder, który utworzył departament do zadań specjalnych, którego kierownictwo objął Groscurth. Głównym zadaniem departamentu było zaplanowanie i przygotowanie zamachu stanu. Współpracownikami Groscurtha zostali m.in. były dowódca organizacji Stahlhelm kapitan Werner Schrader, kapitan Werner Fielder oraz przeniesiony z II wydziału Abwehry Wolfgang Abshagen. Groscurth współpracował również blisko z Hasso von Etzdorfem, wówczas przedstawicielem Ernsta von Weizsäckera w OKH. Zdawał raporty Canarisowi a także szefowi Wydziału IV Sztabu Generalnego Kurtowi von Tippelskirchowi.

### Spisek wrześniowy
We wrześniu 1938 grupa oficerów, m.in. Ludwig Beck, Erich Hoepner, Carl-Heinrich von Stülpnagel oraz Wilhelm Canaris rozpoczęła planowanie zamachu stanu. Podczas spotkania w domu Ostera (ok. 20 września 1938), generał Erwin von Witzleben wyjawił przed zebranymi (Hans Bernd Gisevius, Hans von Dohnanyi, prawdopodobnie Carl Friedrich Goerdeler, Friedrich Wilhelm Heinz, Franz-Maria Liedig) zamiar udania się z eskortą zaufanych oficerów do siedziby kanclerza, by namówić Adolfa Hitlera do dymisji. W tym samym czasie trzy korpusy armijne miały zająć Berlin i stanąć w pogotowiu do walk z wiernymi Hitlerowi oddziałami SS. Przewidywano, że von Witzleben nie zostanie dopuszczony do Hitlera, i że wraz z eskortą będzie zmuszony utorować sobie drogę siłą. Liczono się ze strzelaniną. Von Witzleben, Goerdeler i Canaris zamierzali aresztować Hitlera. Zadanie stworzenia eskorty dla von Witzlebena powierzono majorowi Friedrichowi Wilhelmowi Heinzowi, który preferował drastyczne rozwiązanie i planował zastrzelenie Hitlera. Heinz dla swojego planu zdobył poparcie Ostera. Na polecenie Canarisa, Groscurth miał zdobyć i trzymać w pogotowiu broń i materiały wybuchowe. Do zamachu stanu nie doszło wskutek niezapowiedzianej wizyty premiera Wielkiej Brytanii Neville'a Chamberlaina, który rozpoczął negocjacje z Hitlerem.

### OdezwaDas drohende Unheil
W 1939 Groscurth razem z Hasso von Etzdorfem i Erichem Kordtem sporządził odezwę Das drohende Unheil wzywającą dowódców wojskowych do przewrotu, by powstrzymać inwazję Niemiec na Francję, która niechybnie doprowadziłoby do klęski Niemiec. 

Należy podjąć kroki, by nie dopuścić do wykonania rozkazu inwazji. Można to osiągnąć jedynie poprzez wczesne obalenie rządu Hitlera. Doświadczenie pokazało, że nie zamierza on ani zmieniać swoich planów ani poddać się pod samym wpływem argumentacji, protestu czy gróźb odejścia przywódców wojskowych.

 W odezwie dowodzono również nieważności przysięgi na wierność Hitlerowi, argumentując, że można przysięgać na wierność państwu a nie indywidualnej jednostce. Zaprezentowano też plan działania: zakończenie działań wojennych sprawiedliwym pokojem, przywrócenie państwa prawa, rozwiązanie Gestapo i zainstalowanie uczciwego rządu i administracji cywilnej. Odezwa została wręczona Beckowi, by Carl-Heinrich von Stülpnagel przekazał ją generałowi Franzowi Halderowi, który zastąpił Becka na stanowisku szefa OKH.

### Spisek w listopadzie 1939
Jesienią 1939 Groscurth uczestniczył w przygotowaniach do kolejnego zamachu na Hitlera, którego dokonać miał Erich Kordt, pełniący wówczas funkcję rzecznika prasowego Ministerstwa Spraw Zagranicznych Rzeszy i z tytułu zajmowanego stanowiska, mający swobodny dostęp do Kancelarii Rzeszy. 11 listopada Kordt miał przemycić do gmachu bombę, do budowy której materiały miał dostarczyć Erwin Lahousen na zlecenie Groscurtha. Do zamachu jednak nie doszło z powodu niemożności zdobycia materiałów wybuchowych.

### Antypolska działalność Groscurtha w 1939
Jako współpracownik admirała Canarisa we wrześniu 1939 Helmuth Groscurth odpowiadał za antypolskie działania specjalne Abwehry ze szczególnym uwzględnieniem Freikorps Ebbinghaus.

### Przeniesienie na front
W grudniu 1939 Groscurth, zaznajomiony z tajnymi raportami Sicherheitsdienst z opisem mordów masowych dokonywanych przez Einsatzgruppen na terenach Polski okupowanych przez III Rzeszę, poinformował o tych faktach dowódców Wehrmachtu na Zachodzie. W styczniu 1940 Groscurth zaangażował się w wycofanie dekretu z 28 października 1939 wprowadzonego przez Heinricha Himmlera za aprobatą Hitlera, w którym wzywano członków SS oraz innych mężczyzn “dobrej krwi” do płodzenia dzieci w celu zwiększenia populacji niemieckiej. Przez swoją działalność Groscurth naraził się generałowi Franzowi Halderowi, który pod naciskami Himmlera próbował usunąć Groscurtha ze sztabu. 1 lutego 1940 Groscurth został zwolniony, a na jego miejsce w Sztabie Generalnym powołano Heinricha Heima. 15 lutego 1940 Groscurth został przeniesiony do rezerwy oficerskiej (niem. Führerreserve) a następnie wysłany na front – dowodził 295 dywizją piechoty podczas kampanii francuskiej a później został szefem sztabu XI korpusu armijnego w składzie 6 Armii na Wschodzie.

### Protest w sprawie rozstrzelania dzieci w Białej Cerkwi
W połowie sierpnia 1941 dowództwo Wehrmachtu w Białej Cerkwi wydało rozkaz rejestracji Żydów. Dorośli zostali przekazani Sonderkommando 4a (oddział Einsatzgruppe C) i następnie rozstrzelani przez pluton egzekucyjny. Dziewięćdziesięcioro dzieci przetrzymywano bez jedzenia i bez picia w budynku za miasteczkiem. 20 sierpnia 1941 Helmuth Groscurth, sprawujący wówczas funkcję szefa sztabu, został poinformowany o zaistniałej sytuacji. Groscurth zdołał przekonać dowódcę kwatery administracji wojskowej, by zaczekać z egzekucją dzieci na decyzję dowództwa 6 Armii. W nadziei na uratowanie dzieci, osobiście zadzwonił do sztabu, by uzyskać decyzję dowódcy armii. Jednak dowodzący 6 Armią feldmarszałek Walter von Reichenau, po konsultacji z dowódcami SS, wydał rozkaz kontynuacji akcji: 

raz rozpoczęta akcja musi zostać przeprowadzona.

 Tym samym von Reichenau przyzwolił na zabójstwa Żydów przez Einsatzgruppen – żydowskie dzieci zostały rozstrzelane 22 sierpnia. Groscurth w liście do swojego brata pisał, że: 

Nie można patrzeć na odpowiedzialnych [za to] ludzi inaczej jak z najgłębszym potępieniem. I ponieważ tak jest, Niemcy będą zniszczone, nie mam co do tego już żadnych wątpliwości.

### Stalingrad i śmierć
W lutym 1943 jako pułkownik Sztabu Generalnego i szef sztabu XI korpusu 6 Armii został wzięty pod Stalingradem do niewoli sowieckiej, gdzie w dwa miesiące później zmarł na tyfus plamisty.

## Dzienniki Groscurtha
Groscurth przez cały okres pracy dla OKH prowadził dzienniki, które przed swoim wyjazdem na front w 1940 przekazał żonie. Dokumentacja została ukryta na terenie posiadłości szwagra Groscurtha koło Lubeki. Odnalezione w latach 60. dzienniki wydano w 1970.

## Odznaczenia
- Złoty Krzyż Niemiecki
- Krzyż Żelazny II klasy[1] z ponownym okuciem 1939
- Czarna Odznaka za Rany[1]
- Bremeński Krzyż Hanzeatycki[1]

## Literatura dodatkowa
- Helmuth Groscurth: Tagebücher eines Abwehroffiziers 1938-1940 mit weiteren Dokumenten zur Militäropposition gegen Hitler. Stuttgart: Deutsches Verlags-Anstalt, 1970. (niem.). Brak numerów stron w książce